# Hooksiel
Hooksiel is een dorp (Ortsteil) in de gemeente Wangerland in de Duitse deelstaat Nedersaksen. Het dorp maakt deel uit van het Landkreis Friesland. Hooksiel ligt 14 km ten noord-noordwesten van Wilhelmshaven. Het is de voorhaven van de stad Jever, die 10 km landinwaarts ligt.
Hooksiel is door goede tweebaanswegen ontsloten, maar nabij het dorp is geen autosnelwegverbinding aanwezig. Het dorp is per bus bereikbaar vanuit o.a. Wilhelmshaven, Hohenkirchen en Jever. In het vakantieseizoen rijden met name naar Jever v.v. extra bussen. 

## Geschiedenis
De oudste vermelding, als Uppe dem Hoeke is in een oorkonde uit 1479. Door het dorp stroomt het Hooksieler Tief, Een zijl in dit water was in ieder geval al in 1546 aanwezig. In de Napoleontische tijd profiteerde het dorp van het Continentaal Stelsel, de  economische blokkade tegen Engeland. Hooksiel ligt niet ver van Helgoland, dat toen tot Engeland behoorde, en plaatselijke vissers voeren regelmatig naar dat eiland en weer terug om illegale, maar lucratieve smokkelhandel te drijven. Kort na het einde van de Napoleontische tijd kende Hooksiel enige economische bloei, hetgeen uit de pakhuizen blijkt, die nog aan de oude haven staan. Deze zijn in 1821 gebouwd. De voordien houten zeesluis (zijl, Duits: Siel) werd in 1885 door het huidige, stenen exemplaar vervangen.
In de 19e en vroege 20e eeuw paste men in Hooksiel en ook in enige andere zgn. zijldorpen aan de Noordwestduitse kust een aparte methode toe, om de haven vrij van slib en dus bruikbaar te houden. Hiertoe gebruikte men een Mudderboot, "modderboot".  Die van Hooksiel is bewaard gebleven en ligt in de Oude Haven.
Een mudderboot bestaat uit een zware drijvende bak, waarbij aan de achtersteven aan beide kanten dikke zijvleugels zijn gebouwd. Samen met een ander deel van de achtersteven ontstaat een  12 meter lange afzinkbare achterwand. Het vaartuig heeft geen zeilen of motor. Bij vloed opende men de sluisdeur, zodat het zeewater in de binnenwaarts lopende vaart van de sluis naar de haven kon vloeien. Daarna werd de sluisdeur gesloten. Het water kon zo de vaart niet uit en werd als het ware opgestuwd. Daarna werd de mudderboot naar de geul aan de landzijde van de sluis geboomd. Ongeveer een uur voor laagwater werd de sluisdeur geopend, en de uit de vaart lopende waterstroom duwde het vaartuig, met neergelaten zijvleugels, voor zich uit. De Mudderboot duwde zo, zeewaarts drijvend, een grote hoeveelheid slib voor zich uit, met de ebstroom mee, de zee in. Zie voor een in Nederland gebruikt vaartuig met dezelfde  functie: Krabbelaar.
Hooksiel, waarvan de meeste christenen evangelisch-luthers zijn, heeft geen eigen kerk. De gelovigen bezoeken op zondag de oude kerk in het 1½ kilometer landinwaarts gelegen Pakens.
In zowel de Eerste als de Tweede Wereldoorlog speelde Hooksiel als Duitse marinebasis een niet onbelangrijke rol. Het dorp bezat een omgracht fort met een kazemat met een omvang van 60 x 10 meter. In de Tweede Wereldoorlog was op het fort zwaar luchtafweergeschut geposteerd. Dit fort werd in 1984 afgebroken.
In 1971 werd aan de Waddenzee een nieuwe polder aangelegd. Daaraan werd een 4 km lang zandstrand aangelegd, en binnendijks een met de zee via een sluis in verbinding staande recreatieplas.  Een voormalige kazerne is thans een Haus des Gastes, een evenals in Duitse kuuroorden gebruikelijke combinatie van bezoekers- en informatiecentrum, horecabedrijf, expositie- en concertzaal. Andere voormalige kazernes hebben plaats gemaakt voor of zijn omgebouwd tot een groot hotelcomplex.
In het kader van dorpsvernieuwingsplannen werd in 2005 een nieuwe ringweg ( de Nee straat) om het dorp aangelegd, met daaraan een ZOB (busstation) en een marktplein. Hierdoor is de dorpskern nu vrij van doorgaand verkeer.

## Bezienswaardigheden, toeristische attracties e.d.
- Het strand met bijbehorende  grootschalige recreatiemogelijkheden. Er is o.a. buitendijks een grote camping aanwezig. De verblijfsaccommodaties omvatten ook talrijke hotels en pensions.
- Diverse sportfaciliteiten, waaronder een overdekt golfslagbad, een golfbaan, een tennisbaan, mogelijkheden voor windsurfen en andere watersporten.
- Het Haus des Gastes
- De historische Oude Haven
- De paardenrennen eind juli en in augustus; op de laatste zondag van deze Renntage zijn de rennen met talrijke andere festiviteiten omlijst.
- Het voormalige raadhuis huisvest, naast het in 2011 geopende mosselen-museum, een kunstenaarshuis Van 1986-2011 werden hier, alsmede in een nabijgelegen voormalige brandweerkazerne,  talentvolle beeldende kunstenaars uit de wijde omtrek in staat gesteld om te exposeren en in hun ter beschikking staande atelierruimte te werken. Sinds 2011 geldt dit alleen nog voor grafische kunst. De voormalige brandweerkazerne bezit een voor publiek geopende expositieruimte.

Hooksiel is de thuishaven van een moderne Duitse reddingboot, de Bernhard Gruben, die tot ver uit de kust in staat is, drenkelingen uit zee te redden.

## Afbeeldingen

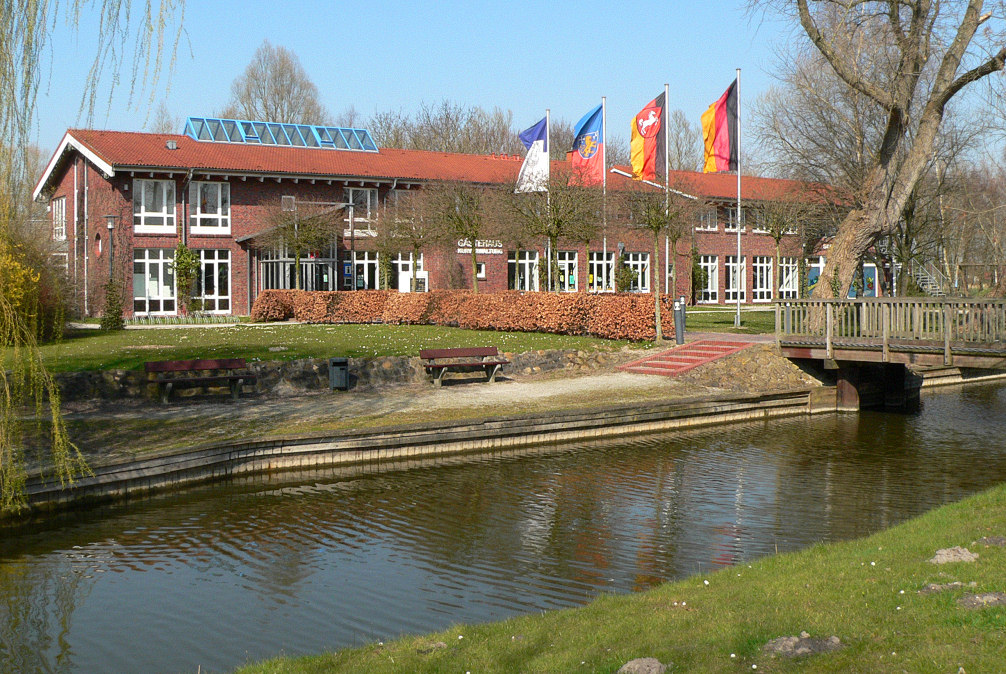
Haus des Gastes in de v.m. kazerne
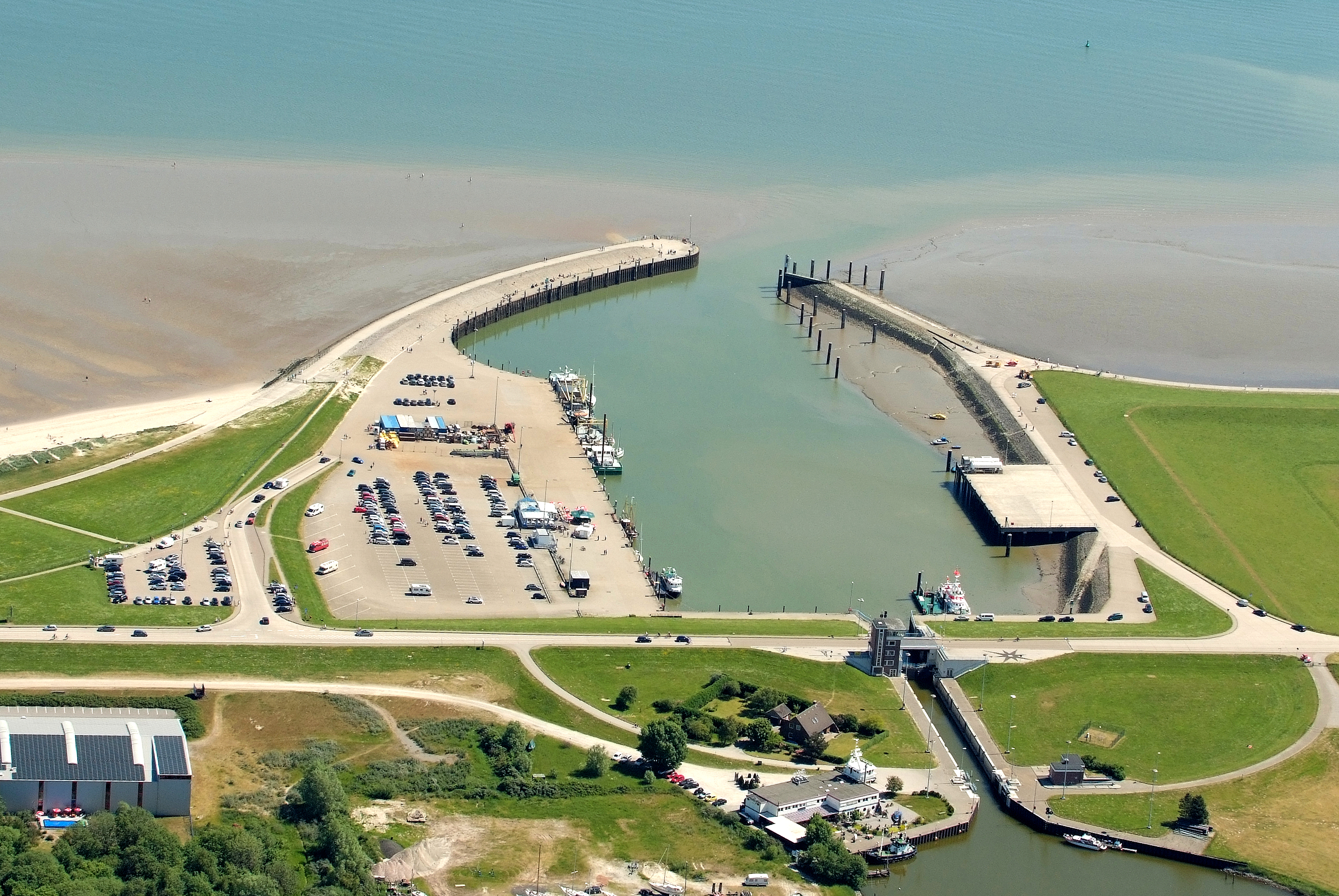
Buitenhaven met sluis
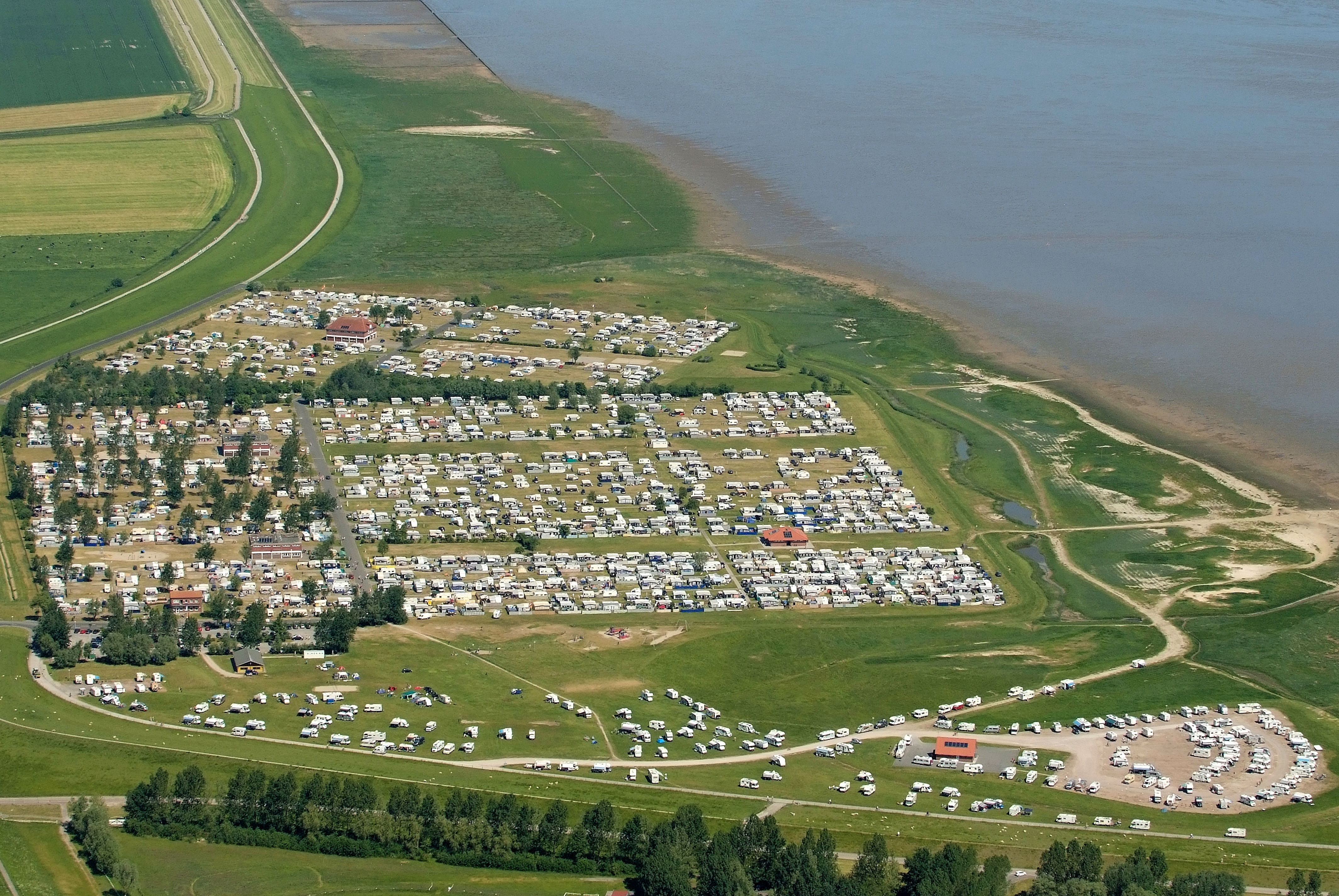
Buitendijkse camping
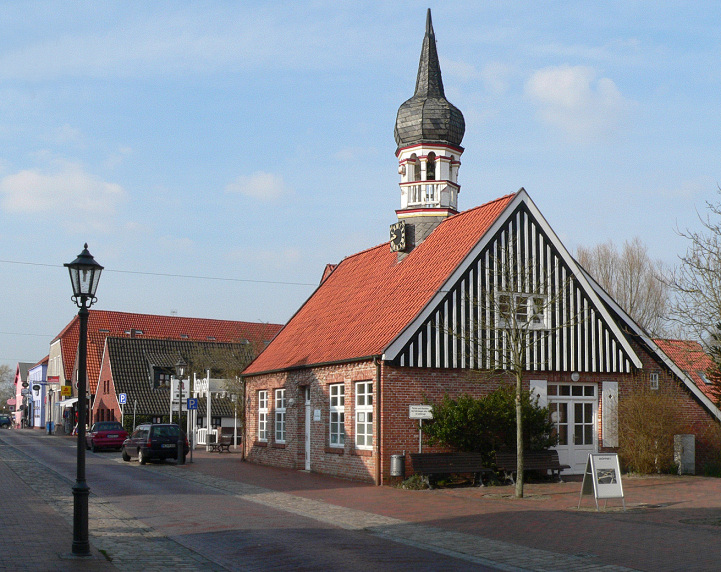
Kunstenaarshuis in het v.m. raadhuis
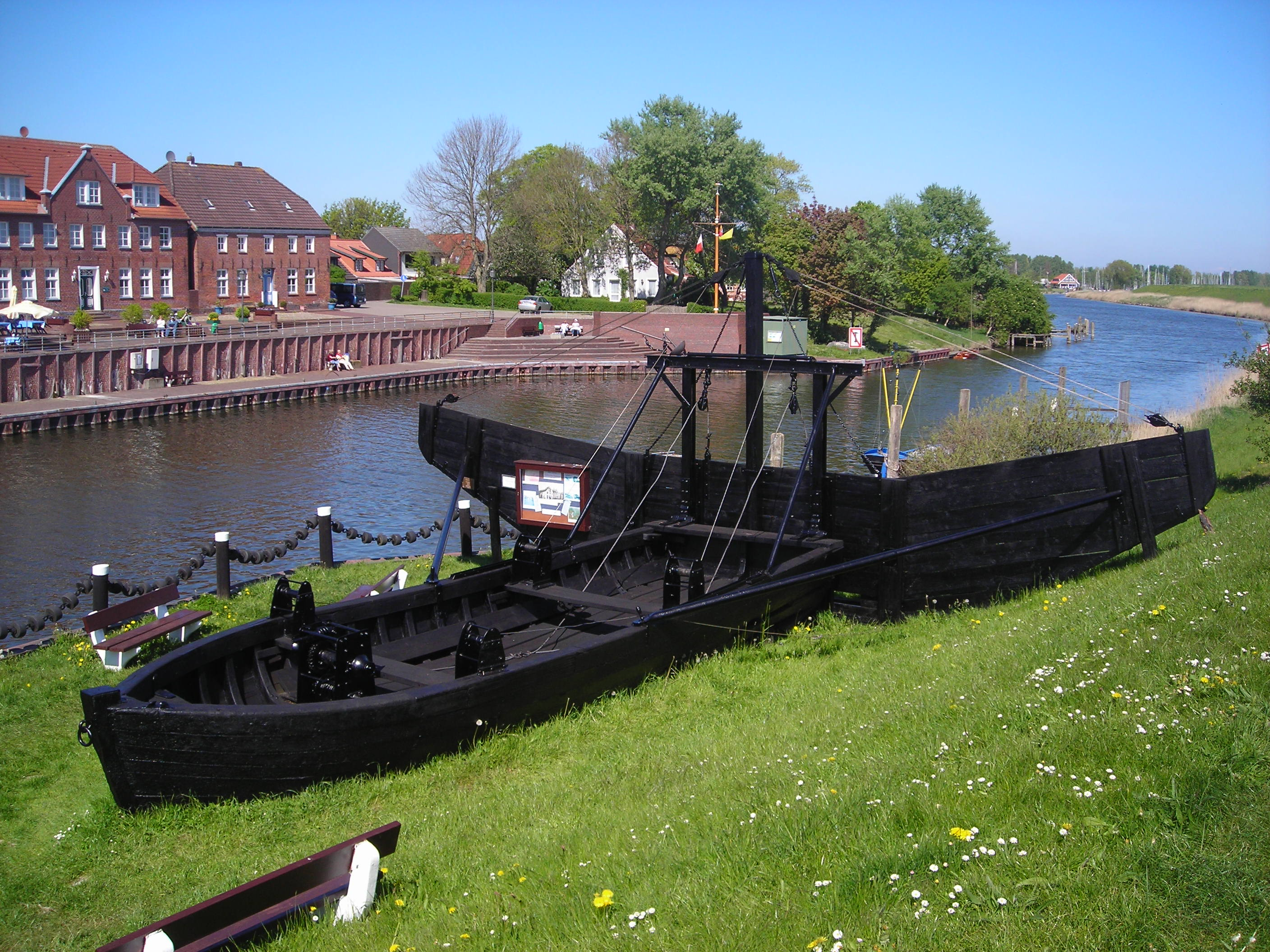
De Mudderboot
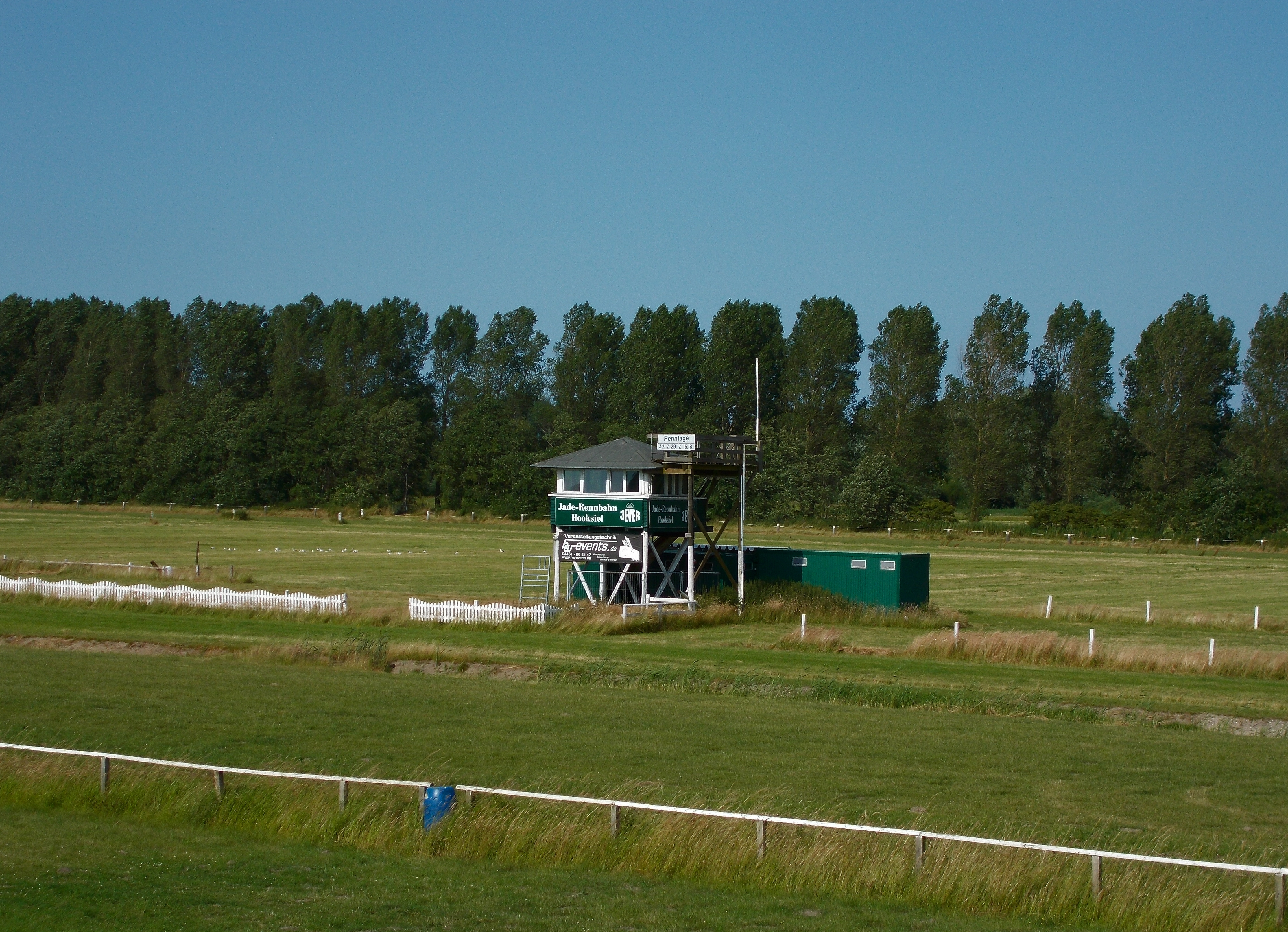
Paardenrenbaan
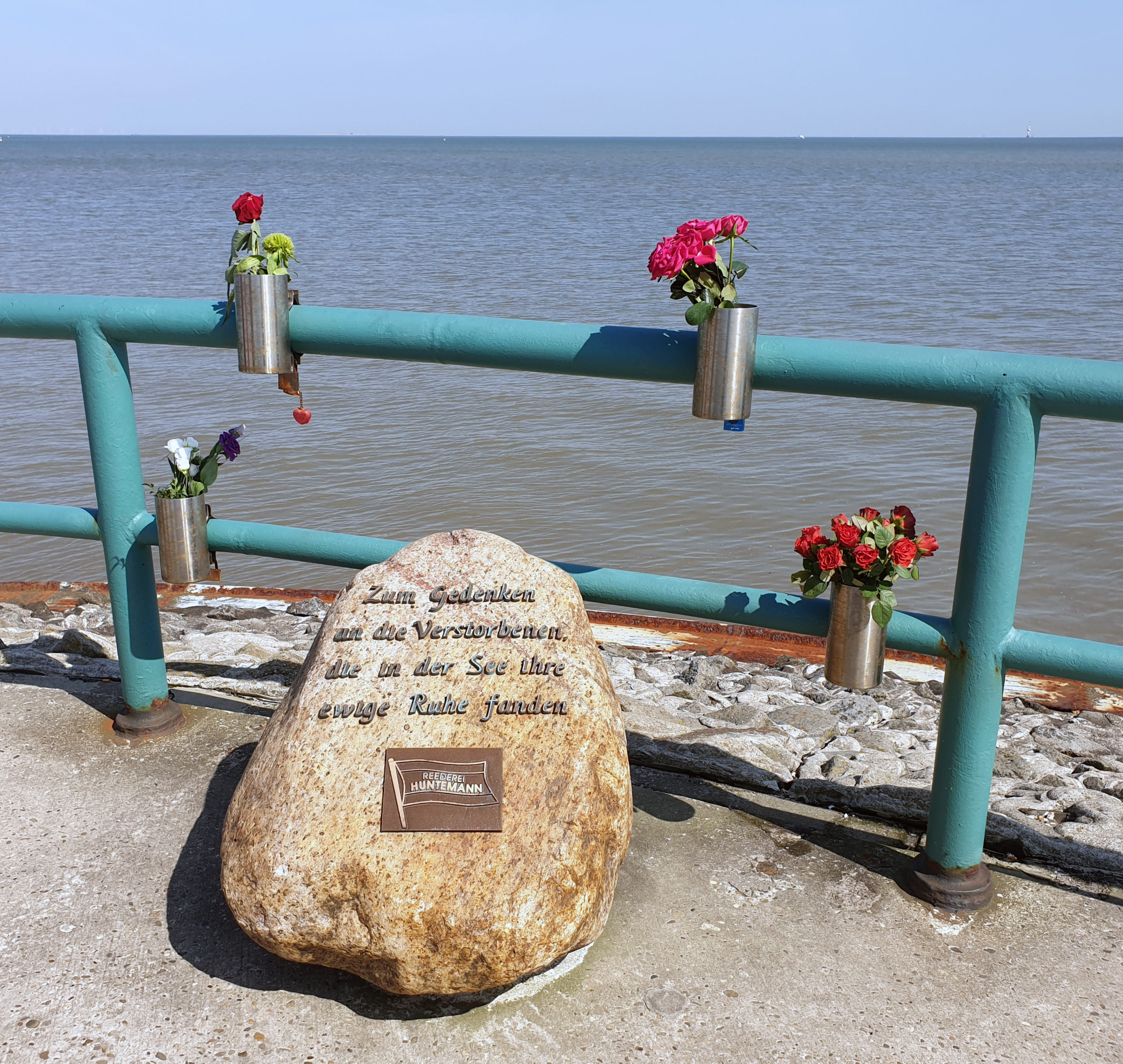
Gedenksteen voor op zee omgekomen mensen
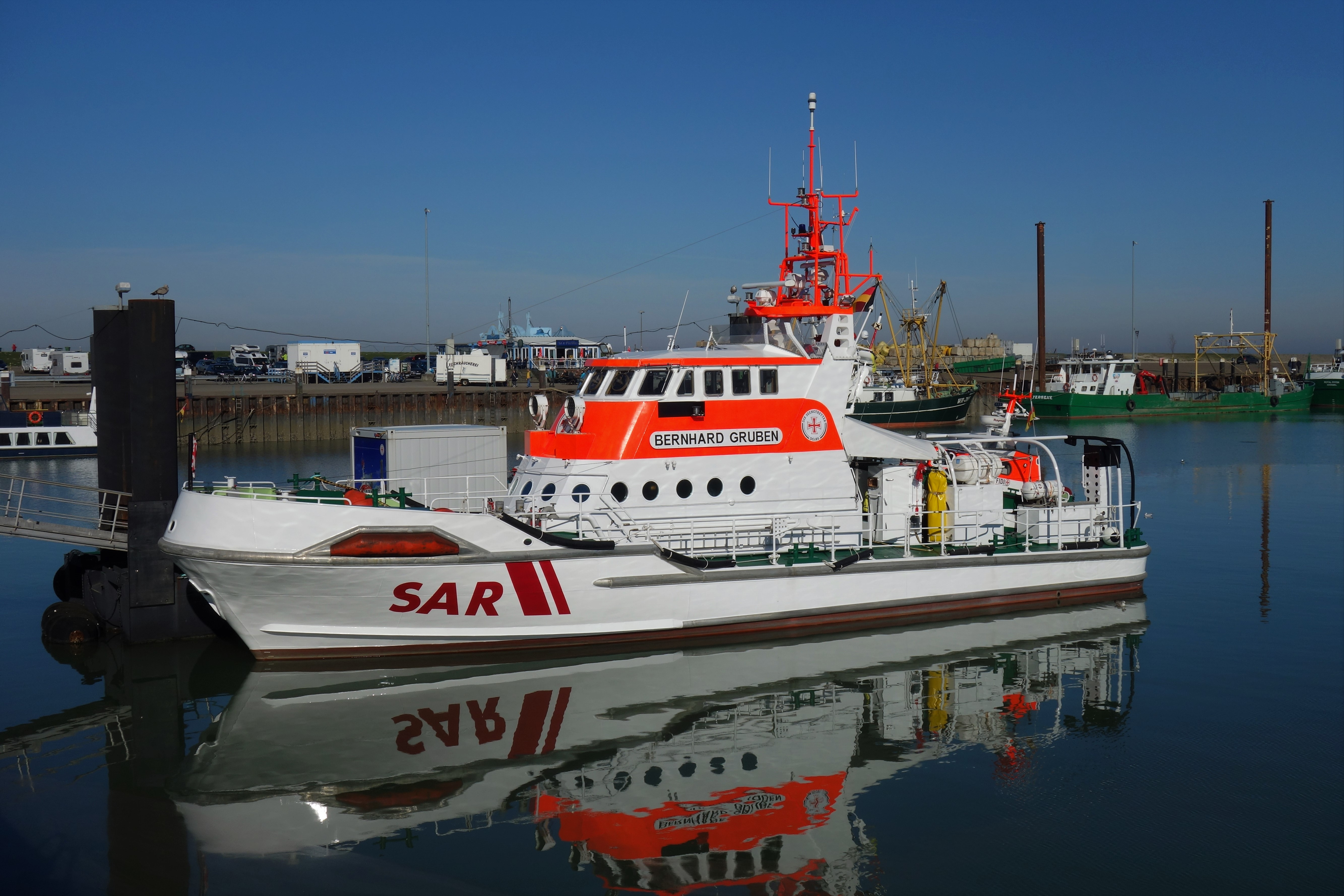
Moderne reddingboot

- Gemeinsame Normdatei: 4310623-7
- Virtual International Authority File: 235631445
- WorldCat: E39PBJdRv7GFFFmVhcwFB34g8C